# Hermann Christlieb Matthäus von Stein
Hermann Christlieb Matthäus Stein, na zijn opname in de adelstand in 1913 von Stein (Wedderstedt, 13 september 1854 - Lehnin, 26 mei 1927 in ) was een Pruisisch generaal der Artillerie en  aan het einde van de Eerste Wereldoorlog enige tijd Pruisisch minister van Oorlog.
De domineeszoon trad na zijn eindexamen in 1873 in dienst als avantageur in het Veldartillerie-Regiment „General-Feldzeugmeister“ (1. Brandenburgse Regiment Veldarillerie Nr. 3) en kreeg in 1875 zijn officierspatent. Hij bezocht de Krijgsschool en werd in 1888 als kapitein lid van de Generale Staf van het leger.
Zijn verdere loopbaan stond in het teken van de artillerie, de opleidingen van de Generale Staf en de organisatie en bewapening van het leger. Hij was enige malen kwartiermeester. Op 16 juni 1913 werd hij in de erfelijke Pruisische adelstand verheven. 
Toen de Eerste Wereldoorlog uitbrak was v. Stein generalquartiermeister, een sleutelpositie in het opperbevel van het Duitse leger, verantwoordelijk voor wapenaankopen, uitrusting, voorraden en depots. Hij was ook verantwoordelijk voor de communiqués van de legertop. Tijdens de oorlog ontnamen de militairen de burgers gaandeweg de politieke macht in het Duitse Rijk. Van 29 oktober 1916 tot 9 oktober 1918 was generaal der Artillerie v. Stein minister van Oorlog van Pruisen. Toen duidelijk werd dat het Westelijk front instortte en de uitgeputte en hongerende Duitse bevolking in opstand kwam nam v. Stein ontslag uit de ministerraad.

## Militaire loopbaan
- Avantageur: 1873[1]
- Leutnant: 12 oktober 1875[1]
- Oberleutnant: 12 juni 1885[1]
- Hauptmann: 20 september 1890[1]
- Major: 30 mei 1896[1]
- Oberstleutnant: 1902[1]
- Oberst: 15 september 1905[1]
- Generalmajor: 1910[1]
- Generalleutnant: 22 april 1912[1]
- Generalquartiermeister: september 1914
- General der Artillerie: 1 november 1916[1]

## Onderscheidingen
- Pour le Mérite op 1 september 1916[2][1]
  - Eikenloof op 8 april 1918[2][1]
- IJzeren Kruis 1914, 1e en 2e klasse
- Adelstand verheven op 16 juni 1913